# Darreh Dang
Darreh Dang (persiska: دَرِّۀ دَنگ, دَرِّۀ وَنگ, دره دنگ) är en ort i Iran.   Den ligger i provinsen Lorestan, i den centrala delen av landet, 400 km sydväst om huvudstaden Teheran. Darreh Dang ligger 1 730 meter över havet och antalet invånare är 451.
Terrängen runt Darreh Dang är bergig österut, men västerut är den kuperad. Runt Darreh Dang är det ganska glesbefolkat, med 29 invånare per kvadratkilometer. Närmaste större samhälle är Bīsheh, 13,4 km nordväst om Darreh Dang. Trakten runt Darreh Dang består i huvudsak av gräsmarker.